# Berndt Joakim Haldin
Berndt Joakim Haldin, född 26 november 1973 i Kristinestad, är en finlandssvensk regissör, TV-producent, programledare och författare. Han har studerat i Vasa, arbetat i Helsingfors, Köpenhamn, Stockholm, London, New Delhi, Dubai, Bangkok och Yogjakarta. Han är numera[när?] bosatt i Berlin.  Haldin hade jobbat tio år på YLE i Helsingfors då han 2003 tillsammans med Anna Blom startade företaget Ja! media production AB.  
Sedan år 2010 har han drivit Haldin Communication och jobbar med internationella mediaproduktioner. Haldins senaste[när?] produktion är "Mitt Nya Land" säsong 1 och 2. Serierna baserar sig på ett TV format som ägs av HC Group.  Reseserierna På Luffen och Upptäck X är även de baserade på Haldins egna format med samma namn. Pathfinder (2014) är Haldins senaste TV-format. 
Första delen i Joakim Haldins esoteriska bokserie "I Merapis skugga" utgavs i augusti 2017 på svenska. Boken är skriven i skuggan av den aktiva vulkanen Merapi nära staden Yogjakarta på ön Java i Indonesien. 

## TV-produktioner
- 2004 På Luffen Östeuropa/ Kulkurin Itä-Eurooppa/ Discover East-Europe: En reseserie om Estland, Lettland, Litauen, Polen, Tjeckien, Slovakien och Slovenien. Serien visades i Finland år 2005.
- 2006 På Luffen Norden/ Kulkurin Pohjoisaat/ Discover the Nordics: En i åtta delar om de nordiska länderna. Serien visades i Finland,  Danmark och Island år 2007 och i Sverige år 2008.
- 2007 På Luffen Afrika/ Kulkurin Afrikka/ Discover Africa: En serie i åtta delar om Västafrika. Marocko, Mauretanien, Senegal, Gambia, Mali, Burkina Faso, Ghana och Togo. Serien visades i Finland år 2008 och i Norge år 2009.
- 2009 Upptäck Indien/ Kulkurin Intia/ Discover India: En serie i åtta delar om Indien. Serien visades i Finland och Norge år 2009 och i Danmark år 2010.
- 2009 Spår av 800 år: En serie om historiska minnen delade av Sverige och Finland. Den svenske regissören Anders Lennberg är programledare.
- 2011 "Bettina i Stockholm". En talkshow i åtta delar för YLE och SVT om Sveriges största invandrargrupp.
- TV-året 2013 "Mitt Nya Land". En TV-serie som tar tittaren jorden runt på 30 minuter tillsammans med ett team av unga korrespondenter.
- TV-året 2014 "Mitt Nya Land 2". En TV-serie som tar tittaren jorden runt på 30 minuter tillsammans med ett team av unga korrespondenter.

## Dokumentärfilmer
- "Vi hatar inte män": En film om feminism (2002)
- "Sångfåglarna": En film om kampen mot leukemi. (2005)
- "Halvfinne och nästansvensk": En film om finlandssvenskar i Sverige. (2006)
- "Gringon i Blattebyn": En film om världens mest mångkulturella skola, Rinkebyskolan. (2007)
- "I Miss Home": En film om barnarbete i Indien. (2007)
- "Allt eller inget": En film om att satsa allt man äger på drömmen om ett eget företag. (2009)
- "Uppfinnarkaj". En film om uppfinningar som en lösning på världens miljöproblem. (2011)
- "Norrbackagatan 60". En film som tar tittaren bakom kulisserna i den svenska modevärlden. (2012)
- "Girlpower". En film om drömmar och att uppnå dem. I filmen dokumenteras en ung kvinnlig trummis liv under ett år i London. (2014)